# Marko Livaja
Marko Livaja (* 26. August 1993 in Split) ist ein kroatischer Fußballspieler.

## Karriere

### Verein
Livaja begann seine Karriere in Nachwuchsmannschaften verschiedener kroatischer Vereine. Von Hajduk Split, einem Verein, in welchem Livaja auch im Profikader stand, wechselte er ins Ausland zu Inter Mailand, wurde anschließend aber an den Schweizer Zweitligaverein FC Lugano ausgeliehen.
Anschließend wechselte Livaja zum italienischen Verein AC Cesena, der einen Teil seiner Transferrechte hielt. Dort gab er als Einwechselspieler am 16. Oktober 2011 gegen den AC Florenz seiner Serie-A-Debüt. Im Januar 2012 kehrte er zu Inter Mailand zurück. Bei den Mailändern wurde er zunächst in der Primavera eingesetzt, gehörte in einigen Spielen der Rückrunde der Saison 2011/12 aber auch dem Profikader von Inter an (zunächst ohne Einsatz).
Sein Pflichtspieldebüt für Inter gab er am 2. August 2012, als er im Hinspiel der dritten Qualifikationsrunde der UEFA Europa League 2012/13 gegen seinen ehemaligen Verein Hajduk Split eingewechselt wurde. Am 20. September 2012 erzielte er gegen Rubin Kasan in einem Spiel der Europa-League-Gruppenphase sein erstes Pflichtspieltor für die Mailänder.
Am 31. Januar 2013 wurde bekannt, dass Atalanta Bergamo einen Teil der Transferrechte an dem jungen Stürmer erwarb und dass Livaja in der Rückrunde der Saison 2012/13 für Atalanta auflaufen wird. Bei Atalanta konnte der Stürmer am 24. Februar 2013 gegen den AS Rom seine ersten beiden Serie-A-Tore erzielen, machte allerdings auch negativ auf sich aufmerksam: Im April 2013 wurde er nach einem Streit mit Trainer Stefano Colantuono kurzfristig suspendiert. Einige Wochen später, im Mai 2013, wurde Livaja erneut suspendiert, nachdem er seinen Teamkameraden Ivan Radovanović während einer Trainingseinheit geschlagen hatte. Dennoch blieb er auch zur Saison 2013/14 bei Atalanta, wechselte zur Saison 2014/15 aber in die russische Premjer-Liga zu Rubin Kasan. In der folgenden Saison wurde er dann an den FC Empoli verliehen und im Sommer 2016 an UD Las Palmas verkauft.
Zur Saison 2017/18 folgte eine weitere Ausleihe an AEK Athen, welcher ihn anschließend nach dem Gewinn des nationalen Meistertitels fest verpflichtete. Dort blieb er bis zum Februar 2021 und ging dann zurück zu Hajduk Split. In den Spielzeiten 2022 und 2023 wurde er jeweils Torschützenkönig und gewann zweimal den nationalen Pokal.

### Nationalmannschaft
Livaja lief zwischen 2008 und 2014 für diverse Jugendmannschaften Kroatiens auf und konnte für diese in 20 Spielen insgesamt 7 Tore erzielen. Livaja nahm an den Qualifikationen für die U-17-Europameisterschaft 2009, für die U-17-Europameisterschaft 2010 und für die U-19-Europameisterschaft 2012 teil.
Mit Kroatiens U-20-Auswahl nahm Livaja an der U-20-Weltmeisterschaft 2013 teil und lief dort gemeinsam mit Ante Rebić im Sturm auf. Das Aus seiner Mannschaft im Achtelfinale konnte er aber nicht verhindern.
Im September 2018 debütierte er bei einem Freundschaftsspiel in Portugal (1:1) für die kroatischen A-Nationalmannschaft. Seinen ersten Treffer erzielte er knapp drei Jahre später beim 3:0-Heimsieg in der WM-Qualifikation gegen Slowenien.
Bei der Weltmeisterschaft 2022 in Katar kam er in sechs Spielen zum Einsatz, erzielte im Vorrundenspiel gegen Kanada (4:1) einen Treffer und sicherte sich am Ende des Turniers den Dritten Platz.

## Erfolge
- Italienischer U-19-Meister: 2012
- Griechischer Meister: 2018
- Kroatischer Pokalsieger: 2022, 2023
- Torschützenkönig der 1. HNL: 2022 (28 Tore), 2023 (19 Tore)